# Glossopteris
Glossopteris (од грчке речи glossa (γλώσσα), која означава „језик“, због листова језичастог облика) је највећи и најпознатији род који припада семеним папратима.

## Историја
Сматра се да је Glossopteris настао у Перму, на великом јужном суперконтиненту Гондвана. Ове биљке су постале доминантан облик флоре на Гондвани таком Перма, али су крајем ове периоде скоро сасвим нестале. Једини доказани примерци у Тријасу су нађени у Нидпуру у Индији, који потичу са почетка ове периоде. Иако многи палентобиолошки уџбеници наводе да је Glossopteris живео до касног Тријаса, а неки чак и до Јуре, овај податак није тачан. До забуне долази због морфолошке сличности рода Glossopteris са родовима као што су Gontriglossa, Sagenopteris, или Mexiglossa. Род Glossopteris је једна од највећих жртава масовног изумирања врста крајем Перма.
Познато је преко 70 врста које су живеле само на тлу данашње Индије, док их је било и на простору данашње Јужне Америке, Аустралије, Африке, Мадагаскара и Антарктика. Glossopteris углавном није живео на високим деловима Гондване као и у њеном централном делу. Због тога у већини северних делова Јужне Америке и Африке нису пронађене врсте овога рода. Међутим последњих година на неколико одвојених локалитета у Мароку, Оману, Анатолији, западном делу острва Нова Гвинеја и Тајланда су нађени фосили који можда припадају роду Glossopteris. 

## Таксономија
Након открића, 1824. године, род је дуго сврставан у папрати. Касније је повезан са голосеменицама. Сада је смештен у раздео Pteridospermatophyta. Међутим таксони сврстани у овај раздео су веома често таксономски доста удаљени. Сродство овог рода са осталим таксонима је и даље нејасно. Већина савремених филогенетских студија сврстава Glossopteris као сродника великих група у које спадају Corystospermales, Caytoniales, Bennettitales, Pentoxylales, Gnetales и скривеносеменице. Постоје и анализе које повезују овај род са групама као што су Ginkgoales, Cordaitales и Pinales.

## Биологија
Врсте рода Glossopteris су биле дрвенасте биљке која се размножавају семеном. Биле су дрвеће или дрвенасти жбунови, а неки примерци су достизали дужину и до 30 метара. Имале су меку унутрашњост стабла која подсећа на четинаре из породице Araucariaceae. Разгранате или спојене структуре су носиле семена, док су микроспорангије које су садржале полен, биле у групама и налазиле су се на врховима витких филамената. И органи који су носили семе и органи који су носили полен су делимично били срасли са листовима.
Сматра се да су врсте овог рода расле на веома влажном земљишту, у сличним условима у којима живи данашња врста четинара Taxodium distichum. Дужина листова се кретала од 2 cm до преко 30 cm.
Изглед стабала из рода Glossopteris се може реконструисати само на основу претпоставки, пошто до сада нису пронађени очувани остаци целог стабла. На основу аналогије са данашњим четинарима који живе на већим географским ширинама, сматра се да су врсте овога рода имале стабло које се сужава од дна ка врху, као код данашњих јела. Такође се сматра да је размак између стабала био доста велик због бољег искоришћавања сунчевих зрака који су падали на површину под ниским углом на великим географским ширинама. Уместо иглица данашњих четинара имали су велике листове копљастог или језичастог облика који су опадали на јесен. Фосилизовани годови у стаблима врста овог рода показују да су биљке расле сваког пролећа и лета док се раст нагло заустављао зими.
Листови рода Glossopteris су били морфолошки једноставни тако да постоји само пар карактера који се могу користити за разликовање врста. Зато су многи истраживачи у прошлости сматрали да је флора овога рода у Перму била прилично хомогена са истим врстама које су се простирале на целој јужној хемисфери. Међутим новија истраживања заснована на већој разлици органа за размножавање показују да су таксони имали ограниченије, регионално станиште и да се могу издвојити неколико флористичких целина унутар копна Годване. Ипак неколико врста листова који су пронађени на Анктартику су пронађени и на сасвим другом крају света у Индији у стенама из сличног геолошког доба. Семена која су много већа од листова нису могла бити ношена ветром хиљадама километара и није вероватно да су могла прећи велике океанске површине. Из истраживања које је водио аустријски научник Едвард Зис је произишао закључак да је некада постојала копнена веза између ових, данас удаљених површина. Он је ту земљу назвао Гондвана (по месту у Индији где су нађене биљке из овог рода). Исти закључци су пружили доказе за теорију Алфреда Вегенера о Померању континената.